# Adolf Bartels
Adolf Bartels (Wesselburen, 15 novembre 1862 – Weimar, 7 marzo 1945) è stato uno scrittore, critico letterario e storico tedesco.

## Biografia
Autore di storie della letteratura e romanzi a sfondo storico di genere völkisch, fu un convinto antisemita e un fervente sostenitore del nazismo.
Attraverso i suoi libri e la sua rivista Deutsches Schriftum (Scritture tedesche, fondata nel 1907 e diretta fino al 1933) diede rilevanza alle sue teorie sull'evoluzione razziale della literatura, che oltre al porre sul gradino più basso la letteratura ebraica, individuava inoltre una letteratura cripto-ebraica, che aveva tra gli esponenti più noti Hermann Hesse e Thomas Mann, e che Bartels collegava all'ebraismo per stile, ambiente sociale in cui si erano mossi gli autori, vicende biografiche o semplicemente punti di vista liberali e tolleranti.